# Sofie Gallein
Sofie Gallein (7 augustus 1992) is een Belgische atlete, die gespecialiseerd is in de 3000 m steeple. Ze werd eenmaal Belgisch kampioene.

## Loopbaan
Gallein won in 2009 de 2000 m steeple op het EJOF in Tampere. In 2010 werd ze op de 3000 m steeple negende op de wereldkampioenschappen U20. Het jaar daarna werd ze op hetzelfde nummer en in dezelfde leeftijdsklasse vijfde op de Europese kampioenschappen. In 2013 werd ze elfde op de Europese kampioenschappen U23.
In 2014 werd Gallein voor het eerst Belgisch kampioene op de 3000 m steeple. Ze miste in 2016 op enkele seconden het minimum voor deelname aan Europese kampioenschappen.
Gallein is aangesloten bij AV Roeselare. Sinds 2014 studeert en traint ze aan de Eastern Michigan University.

## Belgische kampioenschappen
Outdoor
| Onderdeel      | Jaar |
| -------------- | ---- |
| 3000 m steeple | 2016 |

## Persoonlijke records
Outdoor
| Onderdeel      | Prestatie | Datum       | Plaats       |
| -------------- | --------- | ----------- | ------------ |
| 3000 m steeple | 9.52,66   | 29 mei 2015 | Jacksonville |

Indoor
| Onderdeel | Prestatie | Datum           | Plaats          |
| --------- | --------- | --------------- | --------------- |
| 1 mijl    | 4.47,59   | 30 januari 2016 | University Park |
| 3000 m    | 9.35,29   | 5 december 2014 | Ypsilanti       |

## Palmares

### 2000 m steeple
- 2009:  EJOF in Tampere – 6.42,71

### 3000 m steeple
- 2010: 9e WK U20 in Moncton – 10.23,07
- 2011: 5e EK U20 in Tallinn – 10.37,41
- 2013: 11e EK U23 in Tampere – 10.40,08
- 2014:  BK AC – 10.37,74
- 2015: 11e Universiade in Gwangju – 10.26,01
- 2020:  BK AC – 11.09,55

### veldlopen
- 2009: 49e EK U20 in Dublin
- 2010: 55e EK U20 in Albufeira